# جنگ‌های امپراتوری عثمانی و مجارستان
جنگ‌های امپراتوری عثمانی و مجارستان به مجموعه‌ای از نبردها اطلاق می‌شود که بین امپراتوری عثمانی و پادشاهی قرون وسطای مجارستان به وقوع پیوست. پس از پایان جنگ داخلی در امپراتوری بیزانس، تصرف گالیپولی و پیروزی در نبرد کوزوو امپراتوری عثمانی خود را برای سلطه بر کل بالکان آماده می‌دید. اقدام عثمانی در تهاجم به صربستان، پادشاهی مجارستان را وارد یک جنگ با عثمانی بر سر حاکمیت صربستان، والاچیا و مولداوی کرد.
با این حال که مجارستان توانست در جنگ صلیبی وارنا به موفقیت اولیه دست یابد اما فقدان حمایت خارجی نهایتاً شکست را برای آن‌ها به ارمغان آورد. با این وجود امپراتوری عثمانی پس از فتح قسطنطنیه نیز در نبرد بر سر بلگراد متحمل شکست‌هایی شده بود. مشخصا مقاومت ولاد سوم، حاکم بدنام والاچیا در مقابل امپراتوری عثمانی به یاری کمک محدود مجارها که عثمانی را مجبور کرد برادر او که مردم کمتر از او ترس و تنفر داشتند، را به جای او بر تخت بنشاند. در موردی دیگر تلاش عثمانی برای به کنترل درآوردن مولداوی با دخالت مجارستان در ابتدا کار به جایی نبرد اما نهایتاً بلگراد و مولداوی توسط بایزید دوم و سلیمان قانونی به تصرف درآمدند. در سال ۱۵۲۶ قوای عثمانی توانستند ارتش مجارستان را در نبرد موهاچ در هم بکوبند و لایوش دوم، پادشاه آن‌ها را به همراه چهارده تا بیست هزار سرباز دیگر از بین ببرند. پس از این شکست بخش شرقی پادشاهی مجارستان (عمدتاً ترانسیلوانیا) خراج‌گذار امپراتوری عثمانی و وارد یک جنگ داخلی با مابقی مجارها شد. جنگ در منطقه ادامه پیدا کرد به وجهی که دودمان هابسبورگ اولویت تمامی اقدامات خود را در مقابله با سلطان سلیمان قانونی و جانشینان او گذاشتند. بخش شمالی مجارستان توانست خارج از کنترل امپراتوری عثمانی باقی بماند اما پادشاهی مجارستان تحت حاکمیت ماتیاس دوم به عنوان قدرتمندترین دولت در شرق وین دیگر تجزیه شده بود و از آن پس همواره زیر سایه خطر توسعه طلبی‌های امپراتوری عثمانی بود.

## پیش زمینه
در طول سده پس از مرگ سلطان عثمان اول در سال ۱۳۲۶ میلادی، امپراتوری عثمانی شروع به پیشروی در مناطق شرقی مدیترانه و شبه جزیره بالکان کرد. شهر کلیدی سالونیک در سال ۱۳۸۷ میلادی از کنترل ونیز به تصرف امپراتوری عثمانی درآمد و پیروزی ترک‌ها در نبرد کوزوو در سال ۱۳۸۹ به‌طور مؤثری به دوران قدرت صرب‌ها در منطقه پایان داد تا راه برای توسعه اراضی امپراتوری در مابقی اروپا هموار شود.

## بالکان و جنگ‌های امپراتوری عثمانی و لایوش یکم

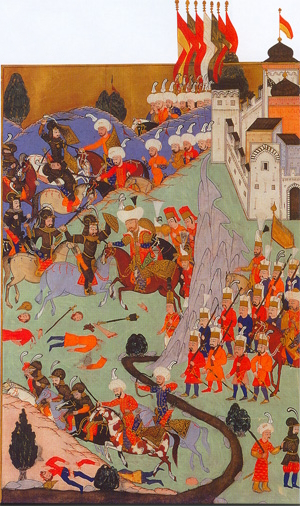
نبرد نیکوپولیس، مینیاتور از هنرمند ترک

در سال ۱۳۴۴ میلادی لایوش یکم، پادشاه مجارستان به والاچیا و مولداوی حمله برد و آن‌ها را به عنوان خراج‌گذار به انقیاد خود درآورد.
لایوش به همراه سپاه ۸۰ هزار نفری خود در سال ۱۳۴۹ نیروهای استفان دوشان، پادشاه صربستان را در دوک‌نشین ماچوا و شاهزاده‌نشین تراوونیا شکست داد. وقتی دوشان قصد داشت به اراضی بوسنی رخنه کند، توسط استفن دوم، حاکم بوسنی که از همراهی نیروهای لایوش بهره می‌برد، مغلوب گردید و هنگامی که این عمل بار دیگر در سال ۱۳۵۴ تکرار شد این بار مستقیماً توسط یانوش شدیداً در هم کوبیده شد. این دو پادشاه نهایتاً یک سال بعد یعنی سال ۱۳۵۵ میلادی یک پیمان صلح با یکدیگر امضا کردند.
لشکرکشی‌های بعدی لایوش در بالکان دیگر برای به سلطه و انقیاد درآوردن اراضی و حاکمان محلی نبود بلکه او قصد داشت صرب‌ها، بوسنیایی‌ها، والاچیایی‌ها و بلغارها را گرد محور مذهب کاتولیک رومی جمع کند تا جبهه مشترکی علیه امپراتوری عثمانی ایجاد گردد. مطیع کردن اجباری دولت‌های ارتودوکس بالکان کار نسبتاً سهلی بود اما تغییر مذهب آن‌ها دشوار می‌نمود. با وجود تلاش‌های لایوش مردم بالکان نسبت به کلیسای ارتودوکس شرقی معتقد باقی ماندند و دیدگاهشان همچنان نسبت به مجارستان مبهم بود. لایوش پیش از تصرف شهر ویدین در سال ۱۳۶۵، مولداوی را در سال ۱۳۵۲ زیر سلطه خود کشید و یک شاهزاده‌نشین تابع در آن برقرار کرد. بدین شکل حاکمان صربستان، والاچیا، مولداوی و بلغارستان تابع و خراج‌گزار او شده بودند. با این حال آن‌ها به مجارستان قدرتمند به عنوان یک تهدید برای هویت ملی خود می‌نگریستند. به همین جهت مجارها نیز هیچگاه نتوانستند به صرب‌ها و والاچیایی‌ها به عنوان متحدان قابل اتکا در مقابله با ترک‌ها بنگرند.
بهار سال ۱۳۶۵ لایوش لشکرکشی به جانب شاهزاده‌نشین بلغار در شهر ویدین را آغاز کرد. او توانست این شهر را دوم ماه مه سال ۱۳۶۵ میلادی بگشاید. این منطقه چهار سال آینده تحت کنترل مجارستان باقی ماند.
سال ۱۳۶۶ ژان پنجم، امپراتور بیزانس برای درخواست کمک در برابر عثمانی که روز به روز بیشتر با دولت‌های بالکان در حال درگیری بود، از مجارستان دیدار کرد.
در نبردی که گمان می‌رود اولین درگیری در مقیاس بزرگ بین مجارها و ترک‌ها بود، در جریان نبرد نیکوپولیس در ۲۵ سپتامبر سال ۱۳۹۶ میلادی نیروهای متحد دولت‌های مسیحی و شوالیه‌های هوسپیتالر در مقابل قوای بیشمار امپراتوری عثمانی شکست سختی خوردند و عمده نفرات آن‌ها از بین رفتند.

## تیمور و دوره جنگ داخلی در عثمانی
با وجود همه این موفقیت‌ها، با شکست عثمانی از نیروهای تیمور در سال ۱۴۰۲ در نبرد آنکارا و به اسارت درآمدن سلطان بایزید اول این دولت دچار یک عقب‌گرد شدید شد. پس از بیش از یک دهه درگیری و نبردهای داخلی نهایتاً محمد اول بر دیگر رقیبان خود غالب آمد و توانست امپراتوری عثمانی را باز احیا کند.

## لشکرکشی‌های مراد دوم
مراد دوم، جانشین محمد اول ثابت کرد جنگ‌آور بسیار قابل تری از سلف صلح طلب خود است. او در سال ۱۴۲۲ با سرکشی‌کردن از برتری امپراتوری بیزانس، قسطنطنیه را که به زحمت از سقوط رهایی یافت، به محاصره خود درآورد. با این حال او تمامی مناطق اطراف این شهر را تابع خود کرد. با حذف خطر بیزانس، مراد جنگ خود با دشمنان مسیحی دیگر را آغاز نمود. با تهاجم به مقدونیه توانست سالونیک را در سال ۱۴۳۰ از کنترل ونیزی‌ها خارج کند. در مدت زمان بین سال‌های ۱۴۳۵ و ۱۴۳۶ عثمانی خود نمایی خود را در آلبانی آغاز کرد اما این بار با دخالت پادشاهی مجارستان که سرحداتش بسیار به عثمانی نزدیک شده بود، این منطقه توانست خارج از سیطره مهاجمان باقی بماند.

## لشکرکشی‌های یانوش هونیادی
در دهه‌های ۱۴۴۰ و ۱۴۵۰ میلادی یانوش هونیادی، فرمانده و رهبر نظامی مجارستانی به چهره‌ای کلیدی در طراحی اقدامات علیه امپراتوری عثمانی بدل شد. او در سال ۱۴۴۱ موفق شد در یک نبرد سخت نیروهای امپراتوری عثمانی به فرماندهی اسحاق بیگ را در اسمدرفو شکست دهد. جان همان سال بخش دیگری از ارتش عثمانی را که قصد حمله به ترانسیلوانیا داشت، در سیبیو از بین برد که پس از این توفیق والاچیا دوباره به تابعیت پادشاهی مجارستان درآمد. هونیادی به کمک شوالیه‌هایی از غرب اروپا سوم نوامبر ۱۴۴۳ توانست شهر نیش را به تصرف خود درآورد و سپاهی از امپراتوری عثمانی را که از کوه‌های بالکان گذر کرده بود، نیز در روز کریسمس شکست دهد. به جهت کمبود آذوقهٔ ارتش صلیبی، هونیادی مجبور به بستن پیمان صلحی ده ساله با مراد دوم شد که احتمالاً طبق نظر خود او با وجود ورود ارتش مجارستان در فوریه سال ۱۴۴۴ به منطقه بودا یک پیروزی به حساب می‌آمد. گفته می‌شود به این جهت این پیمان، صلح ده ساله منعقد شد چرا که طبق نظر امپراتوری عثمانی نمی‌بایست بیش از ده سال دست از مخاصمه با ملحدان برداشت. عمر این صلح چندان به درازا نینجامید تا جایی که با تحریک کاردینال ژولیان سزارینی، مجارها دوباره ترک‌ها را مورد حمله قرار دادند. به هر حال با از دست رفتن سربازان (تغییر جهت به طرف دشمن) صربستانی، آلبانیایی و بیزانسی توان قوای صلیبی بسیار کاهش یافته بود.

### نبرد وارنا

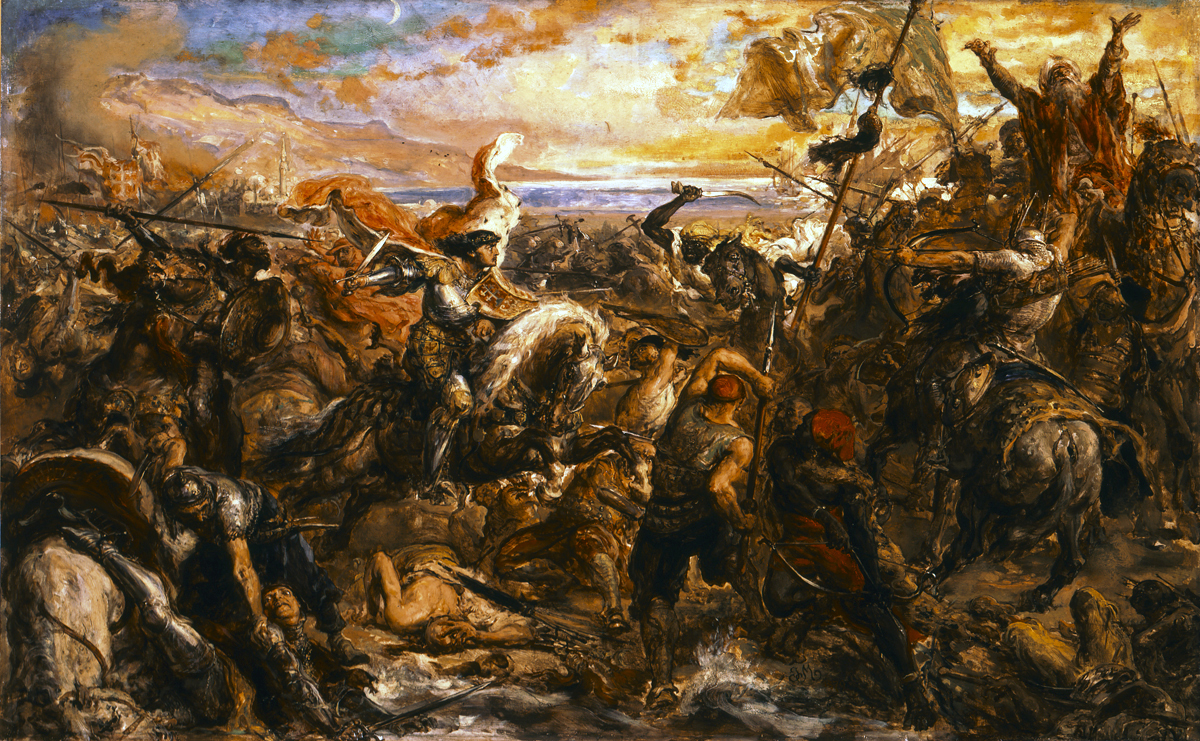
نبرد وارنا

صلیبیون در طول رود دانوب تهاجم خود را آغاز کردند. گفته می‌شود مراد پس از اطلاع از نقض معاهده توسط مسیحیان، پیمان شکسته شده را بر درفش جنگی خود زد و گفت: «مسیح، اگر تو خدای پیروان خود هستی آن‌ها را به جهت این خیانت مجازات کن». دو لشکر دهم نوامبر ۱۴۴۴ حوالی وارنا در شرق بلغارستان به یکدیگر رسیدند. نقل‌ها از شمار نیروی‌های دو طرف متفاوت است اما احتمالاً صلیبیون قریب به ۳۰ هزار سرباز داشتند که باید در مقابل نیروهای دو تا سه برابری امپراتوری عثمانی می‌جنگیدند. با این وجود هونیادی توانست تا پایان حمله اولاسلوی، پادشاه لهستان به مواضع دشمن که به مرگ او انجامید، از خطوط دفاعی خود محافظت کند. پس از کشته شدن اولاسلوی، سر او بر نیزه زده شد و در معرض دید صلیبیون شکست خورده قرار گرفت. تعداد کمی از سربازان صلیبی توانستند همراه هونیادی از مهلکه جان به در برند.

### پس از نبرد وارنا
مجارها توان خود را پس از مدتی بازیافتند تا هونیادی بتواند اردوکشی دیگری به سمت جنوب دانوب ترتیب بدهد. اما ضد حمله نیروهای امپراتوری عثمانی این صلیبیون ماجراجو را برای بار دیگر عقب راند. وقتی مراد کار خود با یونانی‌ها در پلوپونز و دیگر حریفان خود در وارنا را به پایان رساند توجه خود را به سوی آلبانی معطوف کرد که کسی آن را رهبری می‌کرد که زمانی گروگان عثمانی بود اما اینک به یک رهبر محبوب و مقاوم بدل شده بود. هونیادی نتوانست جلوی خود را برای درگیری دیگری با ترک‌ها بگیرد به همین جهت در سال ۱۴۴۸ سپاهی ۲۴ هزار نفری به سمت جنوب گسیل کرد. در نبرد دوم کوزوو مراد توانست شکست دیگری به مجارها تحمیل کند.
مراد دوم اوت ۱۴۴۴ از قدرت به نفع فرزندش محمد دوم (محمد فاتح) کناره‌گیری کرد اما دو سال بعد با شورش ینی‌چری‌ها به مقام خود بازگشت و تا زمان مرگش در سال ۱۴۵۱ به سلطنت ادامه داد.
به لطف همین پیروزی‌ها امپراتوری عثمانی توانست سال ۱۴۵۳ قسطنطنیه را به رهبری سلطان محمد فاتح در سایه کمک حداقلی ایتالیایی‌ها به امپراتوری بیزانس، به تصرف خود درآورد.

### نبرد بلگراد
در حالی که مسئله عثمانی دوباره برای اروپایی‌ها حاد شده بود و پس از سقوط قسطنطنیه طبیعی به نظر می‌رسید که محمد فاتح تمام توان خود را صرف تابع کردن مجارستان کند. هدف بعدی او ناندورفهروار (بلگراد کنونی) بود. ناندورفهروار یک قلعه مهم و بزرگ و دروازه جنوب مجارستان به حساب می‌آمد. سقوط این پایگاه می‌توانست راه را برای امپراتوری عثمانی تا قلب اروپای مرکزی باز کند. هونیادی پس از آرام کردن دشمنان داخلی، خود را اواخر سال ۱۴۵۵ در جریان محاصره شهر به آن رساند. به خرج خود انبارها را دوباره پر کرد، به تسلیح قلعه پرداخت و مدافعان آن را به فرماندهی میهایل سیلاگی (Mihály Szilágyi)، برادر ناتنی و لازلو هونیادی (László Hunyadi)، پسر ارشدش قدرت بخشید. او یک ارتش امدادی تشکیل داد و یک ناوگان با دویست کشتی ایجاد کرد. مهم‌ترین متحد او در این میان، جیووانی دا کاپیسترانو، راهب فرانسیسکویی بود که توانست با بلاغت آتشین کلام خود تعداد زیادی از صلیبیون را گرد بیاورد که عموماً از رعیا بودند. این عده با وجود تسلیحات نسبتاً ضعیف (عمدتاً تجهیزات کشاورزی مانند داس و چنگک) به هونیادی ملحق شدند و در صف سایر مزدوران و سواره‌نظام اندک اما آبدیده او قرار گرفتند.

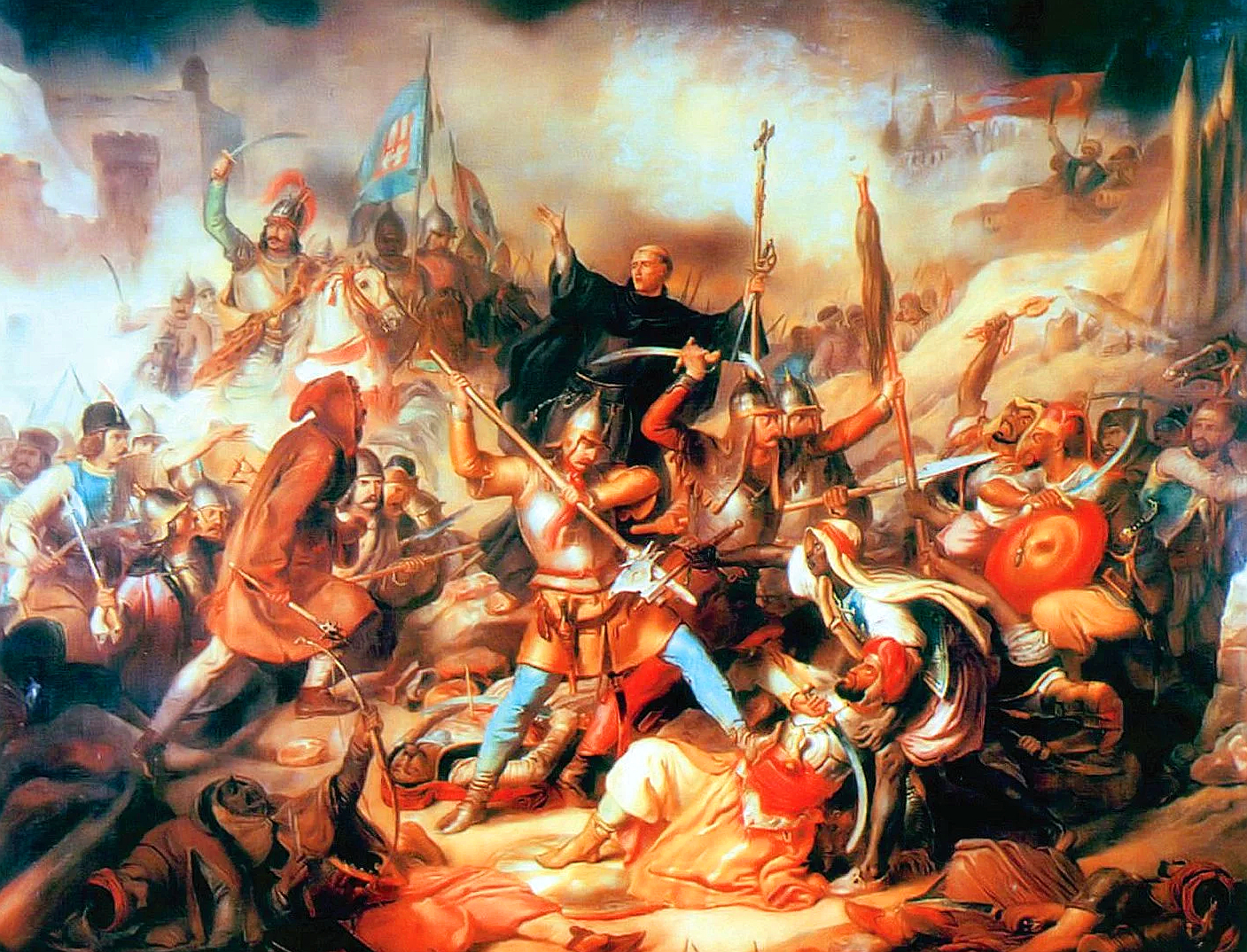
نبرد ناندورفهروار، نقاشی مجارستانی قرن نوزدهم، جیووانی دا کاپیسترانو صلیب به دست در میانه میدان

۱۴ ژوییه ۱۴۵۶ ناوتیپ ایجاد شده توسط هونیادی ناوگان امپراتوری عثمانی را نابود کرد. ۲۱ ژوئیه نیروهای سیلاگی در استحکامات شهر، یورش سخت ارتش روملیای عثمانی را دفع کردند و هونیادی با استفاده از فرصت برهم ریختگی ارتش عثمانی نیروهای در حال عقب‌نشینی دشمن را تا داخل مقرشان تعقیب نمود. پس از یک مبارزه شدید اما کوتاه مقر به تصرف مجارها درآمد تا محمد فاتح دست از محاصره برداشته به قسطنطنیه (استامبول) برگردد. با این عقب‌نشینی یک وضعیت صلح نسبی برای هفتاد سال آینده در مرزهای جنوب شرقی محارستان برقرار شد.
سه هفته پس از شکستن محاصره، طاعون در اردوگاه هونیادی شایع شد که یازدهم اوت او را نیز به کام مرگ کشاند. او در داخل کلیسای جامع کاتولیک رومی آلبا ایولیا (در رومانی کنونی) تشیع و کنار یانوش، برادر کوچک ترش به خاک سپرده شد. برخی مدعی هستند پس از مرگ هونیادی، سلطان محمد فاتح، امپراتور عثمانی با ادای احترام به او گفت: «با این حال که او دشمن من بود، من از مرگ او غمگینم چرا که جهان چنین مردی به خود هیچگاه ندیده‌است.»
در جریان این نبرد، پاپ کالیکتوس سوم دستور داده بود تمام ناقوس‌های اروپا ظهر هنگام به صدا درآیند تا همه معتقدان برای مدافعان شهر دعا کنند. با این حال خبر پیروزی در نبرد پیش از این دستور به بسیاری از کشورهای اروپایی از جمله انگلستان و اسپانیا رسید. به همین جهت از آن پس ناقوس‌ها را برای یادبود این پیروزی نواختند. پاپ هیچگاه دستور خود را لغو نکرد تا بسیاری از کلیسای‌های کاتولیک و حتی پروتستان تا به کنون رسم نواختن ناقوس ظهر هنگام را حفظ کنند.

## جنگ‌های عثمانی و ماتیاش کوروینوس
ماتیاش کوروینوس، پسر هونیادی پس از درگذشت لاسلوی پنجم، پادشاه بی فرزند مجارستان در سال ۱۴۵۷ با تلاش پاپ کالیکتوس سوم در سال ۱۴۵۸ به سن پانزده سالگی در شهر بودا، پایتخت وقت امپراتوری به عنوان پادشاه مجارستان تاجگذاری کرد. ماتیاش در سال ۱۴۷۱ حکومت صربستان را در مناطق جنوبی مجارستان جهت حفاظت از سرحدات مقابل امپراتوری عثمانی از نو بنیاد نهاد. در سال ۱۴۷۹ یک لشکر امپراتوری عثمانی که ترانسیلوانیا را مورد تاخت و تاز قرار داده بود، به همراه نفرات معدود متحد خود، والاچیا در اورشتیه در نبردی موسوم به «حقل الخبز» مقابل یک لشکر مشترک از مجارستان و صربستان قرار گرفت و به شدت شکست خورد و اکثر نفرات آن کشته شدند. همین سال ماتیاش یایجه را دوباره تصرف کرد و با بیرون راندن عثمانی از شمال صربستان دو پایگاه نظامی در این شهر و سربرنیک ایجاد نمود.
در سال ۱۴۸۰ ناوگانی از امپراتوری عثمانی موفق شد بندر اوترانتو در بدنه اصلی خاک ایتالیا را پس از یک محاصره کوتاه به تصرف خود درآورد. با رسیدن سربازان عثمانی به نزدیکی‌های پاپ، او با احساس خطر جدی دست به دامان ماتیاش شد. ماتیاش با اعزام قوایی توانست این شهر را پس از ۱۳ ماه از امپراتوری عثمانی پس بگیرد.

## جنگ‌های والاچیا و مولداوی

### ولاد چهار میل کن و جنگ با والاچیا ۱۴۷۵–۱۴۵۶
مشکلات محمد فاتح پیش از تصرف قسطنطنیه با شوریدن شاهزاده‌نشین والاچیا در بالکان به رهبری ولاد چهار میل کن (ولاد سوم) که پادشاه مجارستان ولی امر جدید خود خواند، بر امپراتوری عثمانی فزونی یافت. محرک اصلی ولاد در این اقدامات بازگشت او از تبعید به عنوان گروگان سلطان عثمانی به وطن خود بود. شوروش او پنج سال پس از بازگشتش با به چهار میل کشیدن فرستادگان امپراتوری عثمانی برای دریافت خراج و تصرف قلعه جورجو آغاز شد. سپس تهاجم خون‌بار خود در طول رود دانوب به طرف دریای سیاه را آغاز کرد و هر تعداد بندر را که می‌توانست برای جلوگیری از حمله دریایی امپراتوری عثمانی تخریب نمود. تلاش‌های نظامی عثمانی برای رام کردن ولاد به نتیجه‌ای نرسید اما این ظلم و شقاوت او برای ترساندن دشمنانش بود که موجبات شکست او را فراهم آورد. وقتی سلطان محمد به مردم والاچیا پیشنهاد کرد بین ولاد و رادو، برادرش یکی را برگزینند، آن‌ها رادو را انتخاب کردند و ولاد به تبعید فرستاده شد. ولاد نهایتاً چند سال بعد در تلاشی که برای بازگشت داشت در یک نبرد کشته شد.

### استفن کبیر و جنگ با مولداوی ۱۴۷۶–۱۴۷۵
حضور ارتش سلطان محمد در والاچیا علیه مولداوی کوتاه‌تر و دارای نتایج کمتری بود. در سال ۱۴۷۵ سلطان دستور حمله به مولداوی را صادر کرد. برای بار دیگر، نیروهای عثمانی اغلب دست بالا را در میدان نبرد به دست می‌آوردند اما تاکتیک بزن درو مولداویایی‌ها علیه آن‌ها مؤثر واقع شد. وضعیت بد راه‌ها پیشروی ارتش عثمانی را کندتر کرده بود تا استفن سوم (استفن کبیر) فرصت بیابد نیروهای خود را در واسلوی متمرکز کند. تهاجم عثمانی توسط مولداویایی‌ها کنترل و نهایتاً در دهم ژانویه ۱۴۷۵ عقب رانده شد.
ارتش عثمانی سال ۱۴۷۶ دوباره این بار با کمک متحدان خود در کریمه، تاتارستان و والاچیا به مولداوی بازگشت. استفن که در خود نای دفاع نمی‌دید به همراه رعایای خود پا به فرار به سمت کوهستان گذاشت. پس از یک تهاجم ناموفق به طلایه ارتش عثمانی شکست استفن قطعی به نظر می‌رسید تا این که پیشنهاد کمک از جانب ماتیاش، پادشاه مجارستان به او رسید. با اطلاع از حرکت نیروهای پادشاهی مجارستان به سمت مولداوی، ارتش عثمانی موقتاً تا سال ۱۴۸۴ دست به عقب‌نشینی زد.

## بایزید دوم ۱۵۱۲–۱۴۸۱
سلطان بایزید دوم در سال‌های اول حاکمیت خود درگیر یک جنگ داخلی مختصر با جم سلطان، برادر خود شد که پس از مدتی با شکست به غربی‌ها پناه برد. اینجا بود که رهبران اروپا به این فکر افتادند که به جای فرستادن صلیبیون به گشتارگاه بالکان، یک سلطان طرفدار غرب در عثمانی روی کار بیاورند. با آگاهی از این موضوع بایزید تا زمان مرگ برادرش در سال ۱۴۹۵ خصومت خاصی با دشمنان مسیحی خود به خرج نداد. همین زمان بایزید در سال ۱۴۸۴ پیمان صلح ده ساله‌ای با مجارها امضا کرد. اگرچه این امر از شکست ارتش عثمانی در ویلاچ در سال ۱۴۹۳ جلوگیری ننمود. بین سال‌های ۱۴۸۴ و ۱۴۸۶ تلاش معمول امپراتوری عثمانی برای به زانو درآوردن مولداوی و برقراری ارتباط با کریمه خراج‌گذار مسلمان و متحد آن‌ها ادامه پیدا کرد. با وجود دو شکست در سال‌های ۱۴۸۵ و ۱۴۸۶ مولداوی آخر الامر تسلیم امپراتوری عثمانی شد. با نزدیک شدن عمر بایزید به غروب خود، او درگیر یک جنگ داخلی بین پسران خود، احمد و سلیم شد. نهایتاً سلیم در سال ۱۵۱۲ به قدرت رسید و در هشت بعد را به فتوحات کوچک در غرب پرداخت چرا که عمده هدف او دستیابی به سلطنت مملوک در جنوب غربی اراضی عثمانی بود.

## لشکرکشی‌های سلطان سلیمان قانونی ۱۵۶۶–۱۵۲۰
سلطان سلیمان قانونی جنگ با مجارستان را با حمله دوباره به بلگراد از سرگرفت. همانجایی که بیش از نیم قرن پیش محمد دوم بسیار برای سلطه بر آن کوشیده بود. اما این بار با وجود مقاومت شدید، شهر زیر چکمه‌های سلطان به زانو درآمد.

### نبرد موهاچ
سلیمان در سال ۱۵۲۶ با قصد سلطه بر مناطق بیشتر، عزم نبرد با مجارها کرد. به همت وزیر اعظم جهت گذر لشکریان سلطان، پلی بزرگ بر دانوب احداث گردید. با وجود طول پنج روزه گذشت این نیروها از دانوب، قوای عثمانی با هیچ مزاحمتی از جانب مجارها مواجه نشد. لایوش دوم، شاه مجار در بدایت قصد داشت طلایه داران سپاه را به جانب دانوب گسیل کند تا از گذر قوای سلطان جلوگیری نمایند اما سرپیچی اشراف از اوامر فرمانده ارتش مجار به بهانه وفاداری به خود شاه، حرکت مقابله گرانه مجارها را به تأخیر انداخت. هنگامی که لایوش سرداری سپاه ۳۶ هزار نفره مجار را شخصاً به دست گرفت از پیش در مقابل لشکر ۸۰ هزار نفری سلطان محکوم به شکست بود. دشت‌های مسطح اطراف موهاچ راه را برای سواره نظام سنگین زره شوالیه‌های صلیبی برای یورشی تأثیر گذار هموار ساخت. پس از تحمل ضربه اولیه، سواران ترک صفوف خود را بازیافته، دشمن پیش تاخته را به محاصره انداختنه و بدان تلفات وارد آورد. به حکم سلطان توپخانه و قوای ینیچری در موضعی مناسب به خط شد. بسیاری از سوارکاران نگون‌بخت مجار زیر آتش توپ‌های دشمن به خاک افتادند. با محو سواره نظام مجار از صحنه نبرد، برتری عددی و کارکشتگی نیروهای سلطان این بار گریبان پیاده‌نظام طرف مقابل را گرفت و بسیاری از آن‌ها را از پای درآورد. با اتمام کارزار، سلطان سلیمان فاتحانه پای در میانه میدان نهاد. حکایت شده‌است هنگامی که سلطان جسد شاه مقتول مجار را مشاهده نمود، اندوهگین گشت.

### پیامد موهاچ
بخشی از سربازان شاه مجار به سرکردگی یانوش ساپویایی که به خیال حمله به خطوط تدارکات دشمن، به فرمان شاه از سپاه اصلی جدا شده بودند، بسیار دیر هنگام به مقصد رسیدند و با مشاهده هزیمت یاران، خود نیز پا به فرار گذاشتند. سلطان عثمانی میلی برای انضمام تمامی سرزمین‌های مجار به قلمرو خود نداشتند، از همین رو اشراف مجار جهت پر کردن خلع قدرت یانوش ساپویایی (یانوش یکم) را به حکومت گماشتند. همزمان فردیناند، آرشیدوک اتریش مدعی سلطنت مجارستان گشته خود را شاه آن سامان نامید. در این شرایط اشراف باقیمانده در دو راهی پذیرش حاکمیت خراج گذار بومی سلیمان یا گردن نهادن به یک مدعی بیگانه قرار داشتند.